# Paz de la Huerta

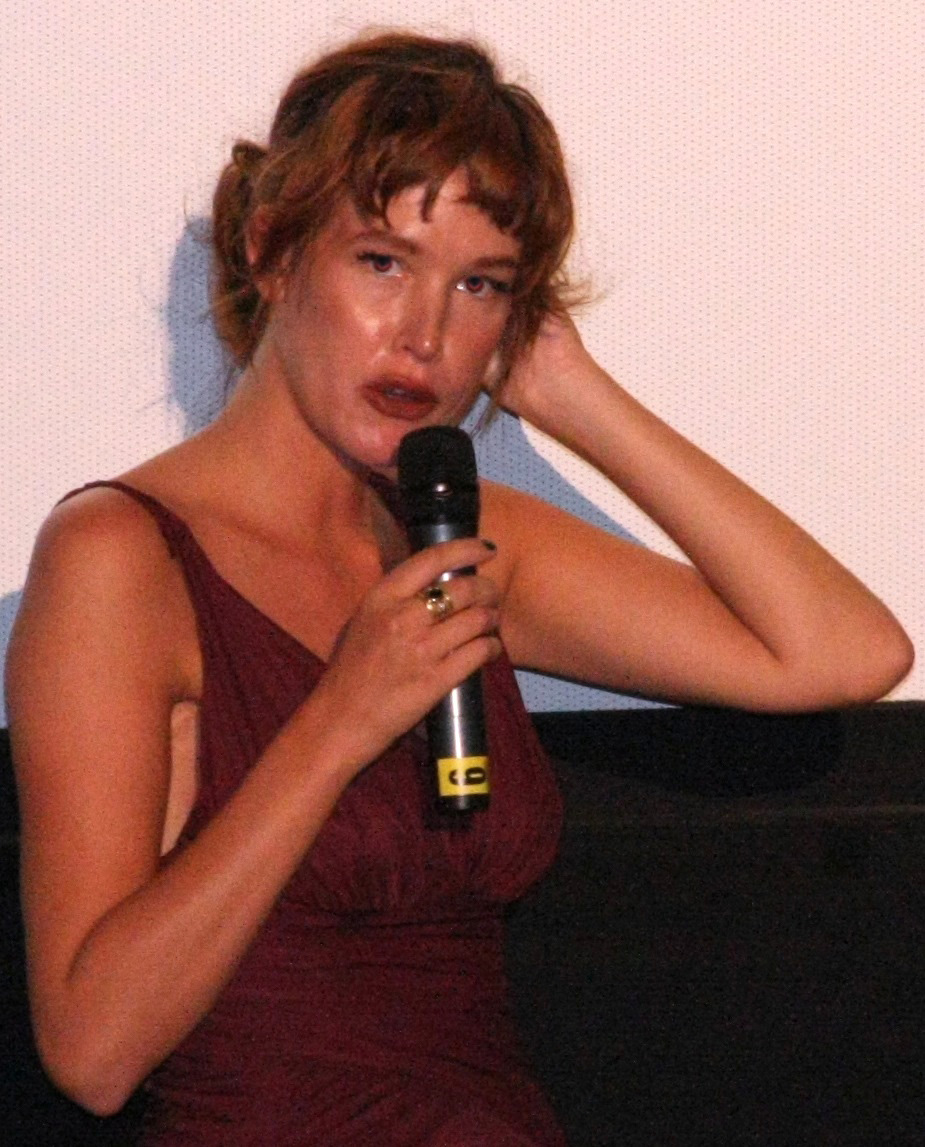
Paz de la Huerta (2009)

Paz de la Huerta (* 3. September 1984 in New York City, New York) ist eine US-amerikanische Schauspielerin.

## Leben
De la Huerta wurde als Tochter eines Spaniers und einer US-Amerikanerin geboren. Sie nahm als Kind Schauspielunterricht am SoHo Children's Acting Studio und gab ihr Schauspieldebüt in der Komödie Liebe in jeder Beziehung (1998). Ein Jahr später war sie in Lasse Hallströms Gottes Werk & Teufels Beitrag mit Tobey Maguire zu sehen. Ihre nächsten Auftritte hatte sie in der Tragikomödie Unterwegs mit Jungs (2001) mit Drew Barrymore und in dem Filmdrama Chelsea Walls (2001) von Ethan Hawke. Es folgte ein Part in Nur mit Dir – A Walk to Remember (2002). In dem Filmdrama The Guitar (2008) von Amy Redford übernahm sie an der Seite von Saffron Burrows eine größere Rolle. Von 2010 bis 2011 war sie in der erfolgreichen Fernsehserie Boardwalk Empire als Lucy Danziger an der Seite von Nucky Thompson zu sehen, dessen Rolle von Steve Buscemi gespielt wurde. Im 2013 erschienen Horrorthriller Nurse 3D spielt sie die Hauptrolle.
2013 posierte sie für den Playboy.

## Filmografie (Auswahl)
- 1998: Liebe in jeder Beziehung (The Object of My Affection)
- 1999: Gottes Werk und Teufels Beitrag (The Cider House Rules)
- 2001: Unterwegs mit Jungs (Riding in Cars with Boys)
- 2001: Chelsea Walls
- 2002: Nur mit Dir – A Walk to Remember (A Walk to Remember)
- 2005: Steal Me
- 2006: 5up 2down
- 2006: Nail Polish
- 2008: The Guitar
- 2008: Choke – Der Simulant (Choke)
- 2008: Deception – Tödliche Versuchung
- 2009: Enter the Void
- 2009: The Limits of Control
- 2010: Boardwalk Empire
- 2013: Nurse 3D
- 2014: The Editor
- 2015: Bare